# Dockenfield
Dockenfield – wieś i civil parish w Anglii, w Surrey, w dystrykcie Waverley. W 2011 roku civil parish liczyła 399 mieszkańców.